# Château Magne
Le château Magne, ou château de Trélissac, est un château français implanté sur la commune de Trélissac dans le département de la Dordogne, en région Nouvelle-Aquitaine.
Il fait l'objet d'une protection au titre des monuments historiques.

## Présentation
Le château Magne se situe sur la commune de Trélissac, au centre du département de la Dordogne, en Périgord central, quatre kilomètres à l'ouest de Périgueux, et à environ 600 mètres au sud-ouest du bourg de Trélissac, au nord de l'Isle et de la voie verte qui la longe. C'est une propriété privée.
Le château est situé dans un vaste parc où se trouvent également le vieux (ou petit) château de Trélissac ainsi que les ruines de l'ancienne église gothique de la commune.
Bâti en briques et en pierres dans le style Second Empire, mais comportant des inspirations de la Renaissance, le château se présente sous la forme d'un haut corps de logis rectangulaire orienté nord-est/sud-ouest, encadré de deux pavillons flanqués chacun d'une tour polygonale, aux extrémités nord et ouest.

## Historique

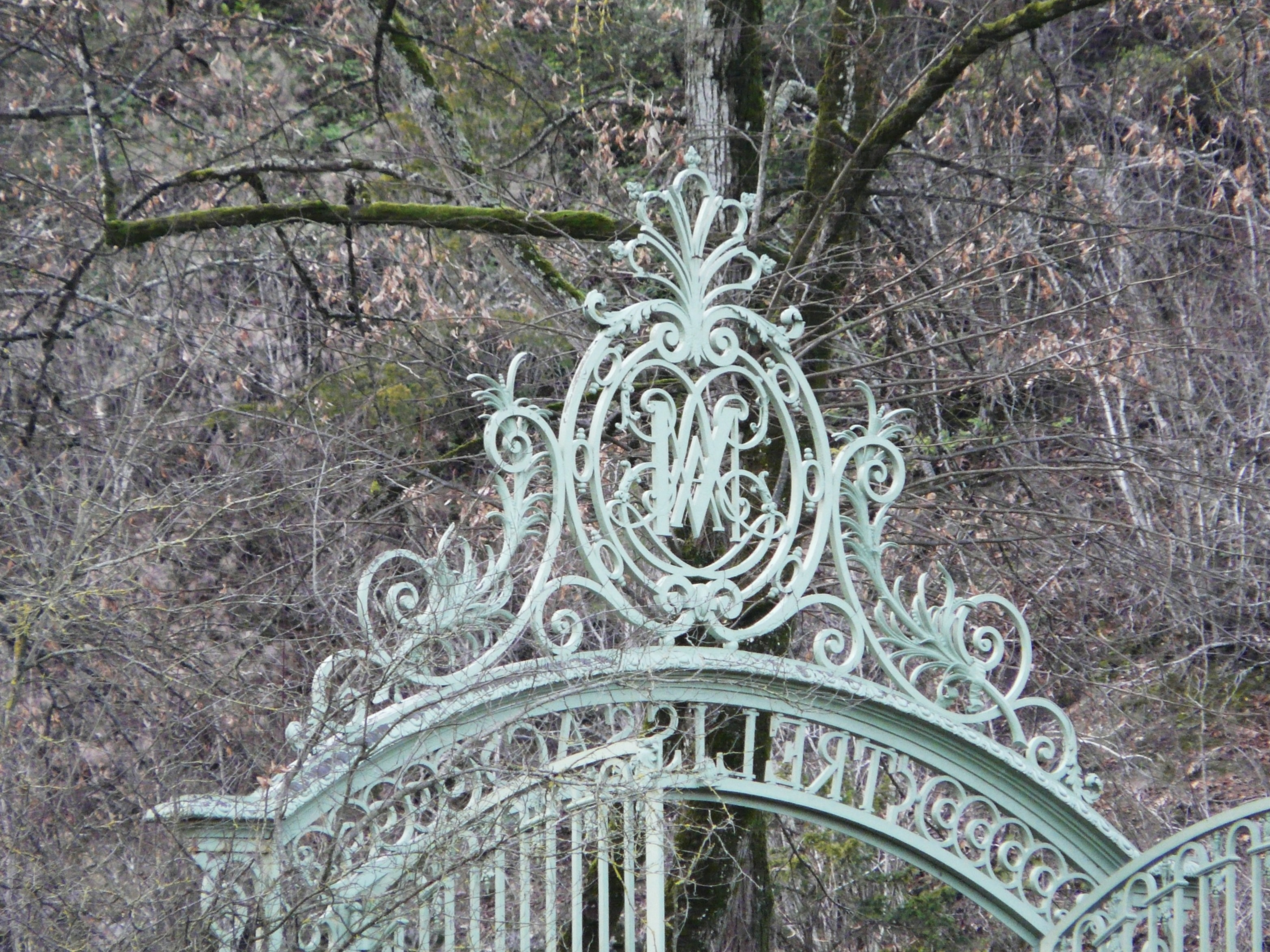
Détail du portail où s'entremêlent les lettres A et M, monogramme d'Alfred Magne.

Au XIXe siècle, les bâtiments communaux de Trélissac, situés en zone humide, le long de l'Isle, nécessitaient de nombreuses et coûteuses réparations.
Un nouveau centre bourg (église, presbytère, mairie, école, avec leurs dépendances et jardins) est alors construit au nord, de l'autre côté de la route nationale 21, à la suite d'une proposition d'Alfred Magne (1834-1878) — fils de Pierre Magne, ministre des Finances de Napoléon III —, et à ses frais.
À la fin des travaux, Alfred Magne devient propriétaire des anciens bâtiments et terrains situés en bordure de l'Isle et sur lesquels il fait ériger le château Magne, entre 1864 et 1869, selon les plans de l'architecte parisien Bertelin.
Le château est légué à la ville de Périgueux par Napoléon Magne, fils d'Alfred Magne, à condition d'en faire un hospice pour personnes âgées.
Dans les années 1950, l'hôpital de Périgueux y ouvre un hospice pour personnes indigentes, aidé des religieuses de la congrégation Sainte-Marthe.
En 2001, le château est acheté par un particulier, qui possède déjà le château de la Roche, à Annesse-et-Beaulieu, à l'ouest de Périgueux.
Le château Magne est inscrit au titre des monuments historiques le 29 novembre 2004.
En 2005, un promoteur immobilier le rachète et y aménage ensuite vingt-quatre appartements de luxe, du F2 au F4, dont la plupart sont loués.

## Galerie

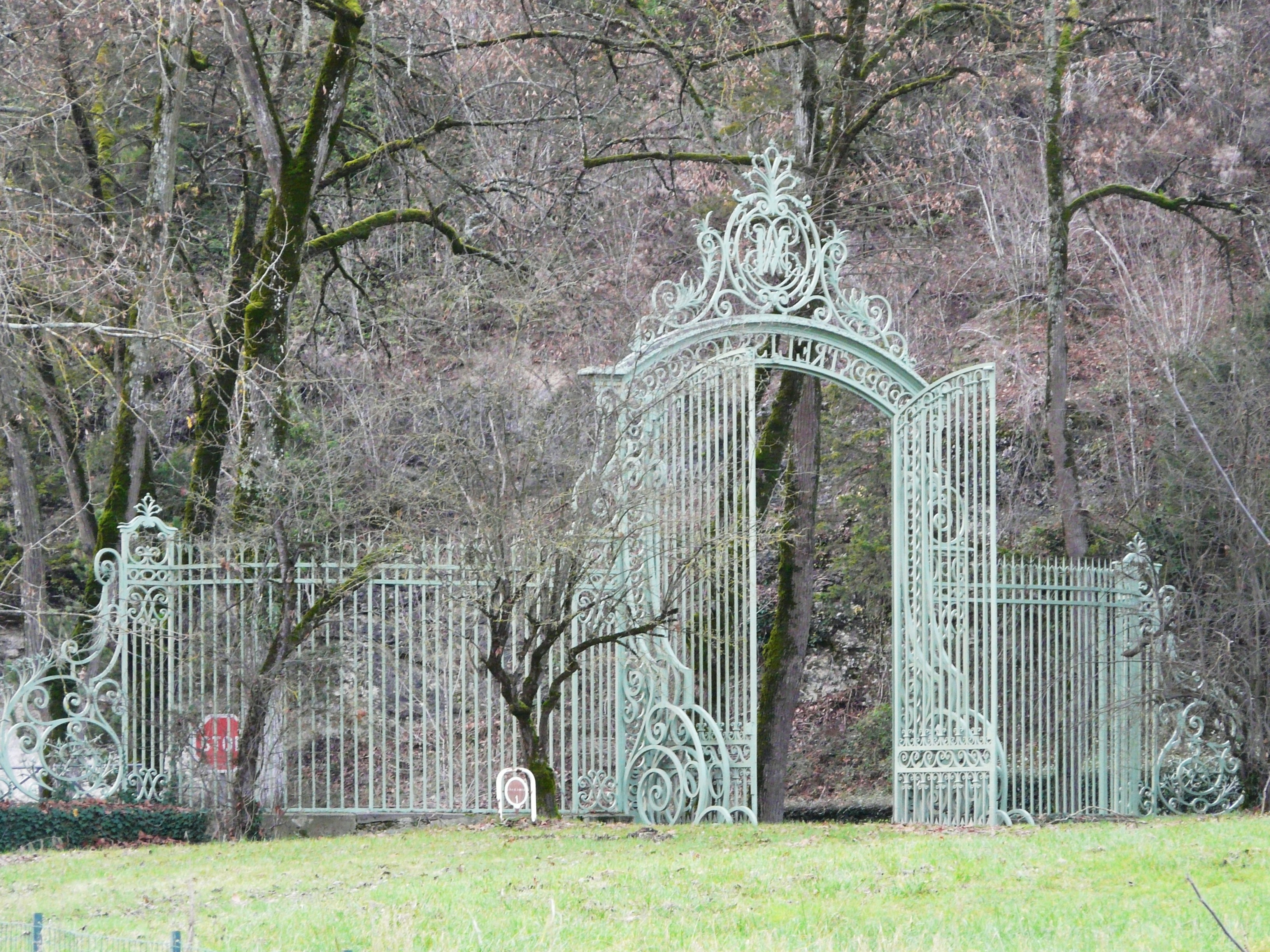
Le portail d'accès au domaine.
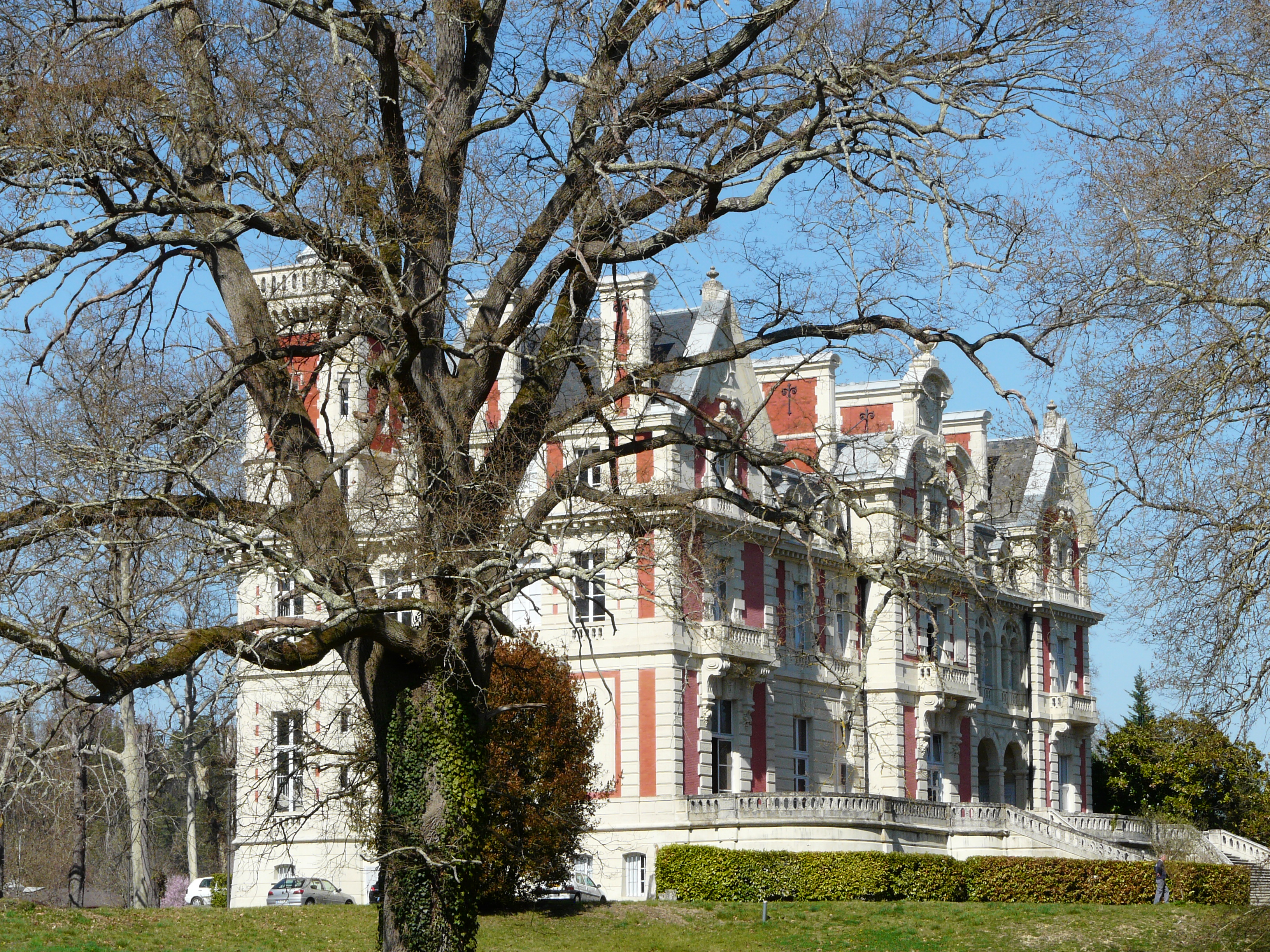
Vue du château depuis le sud-sud-ouest.
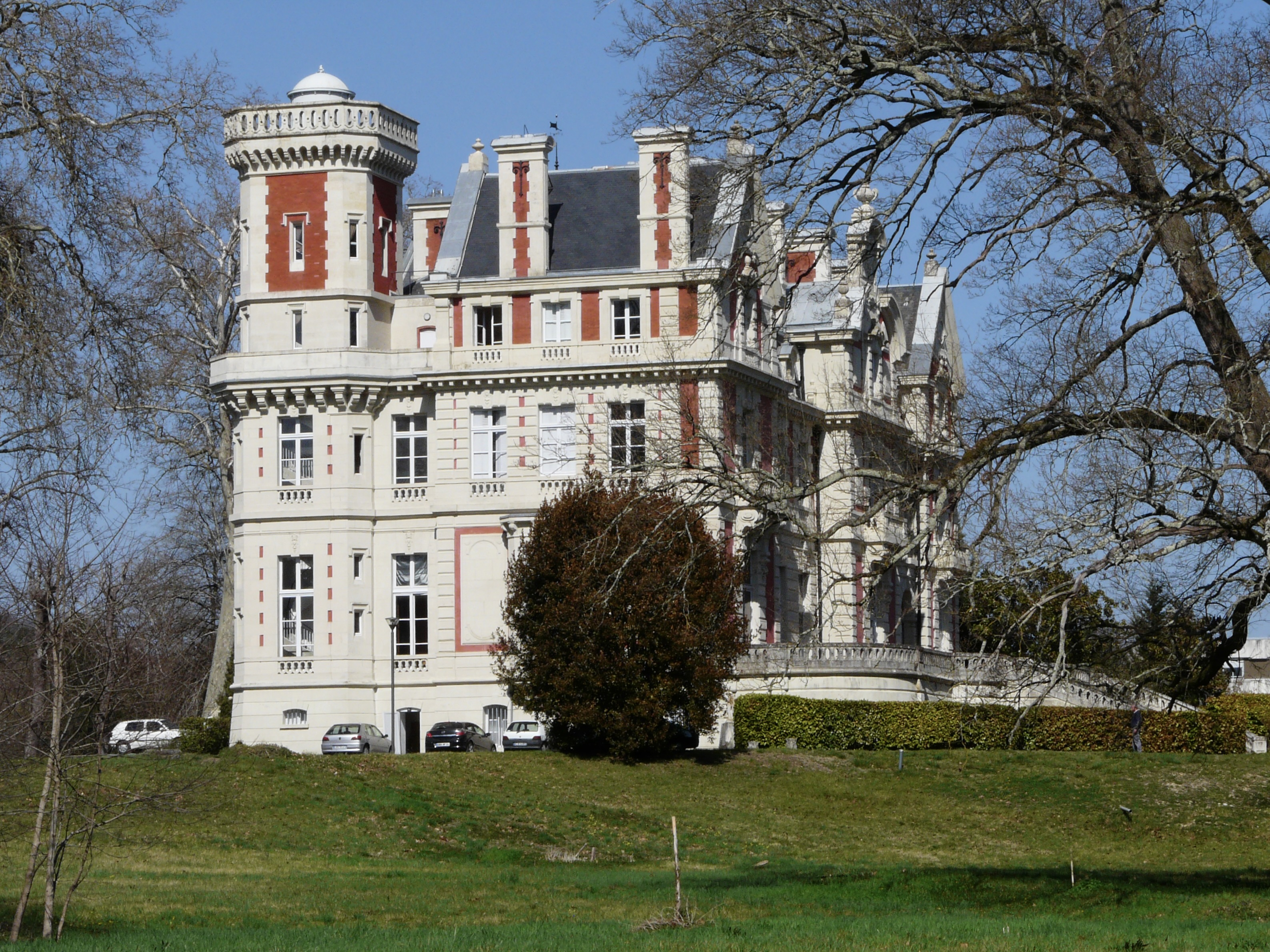
La façade sud-ouest.
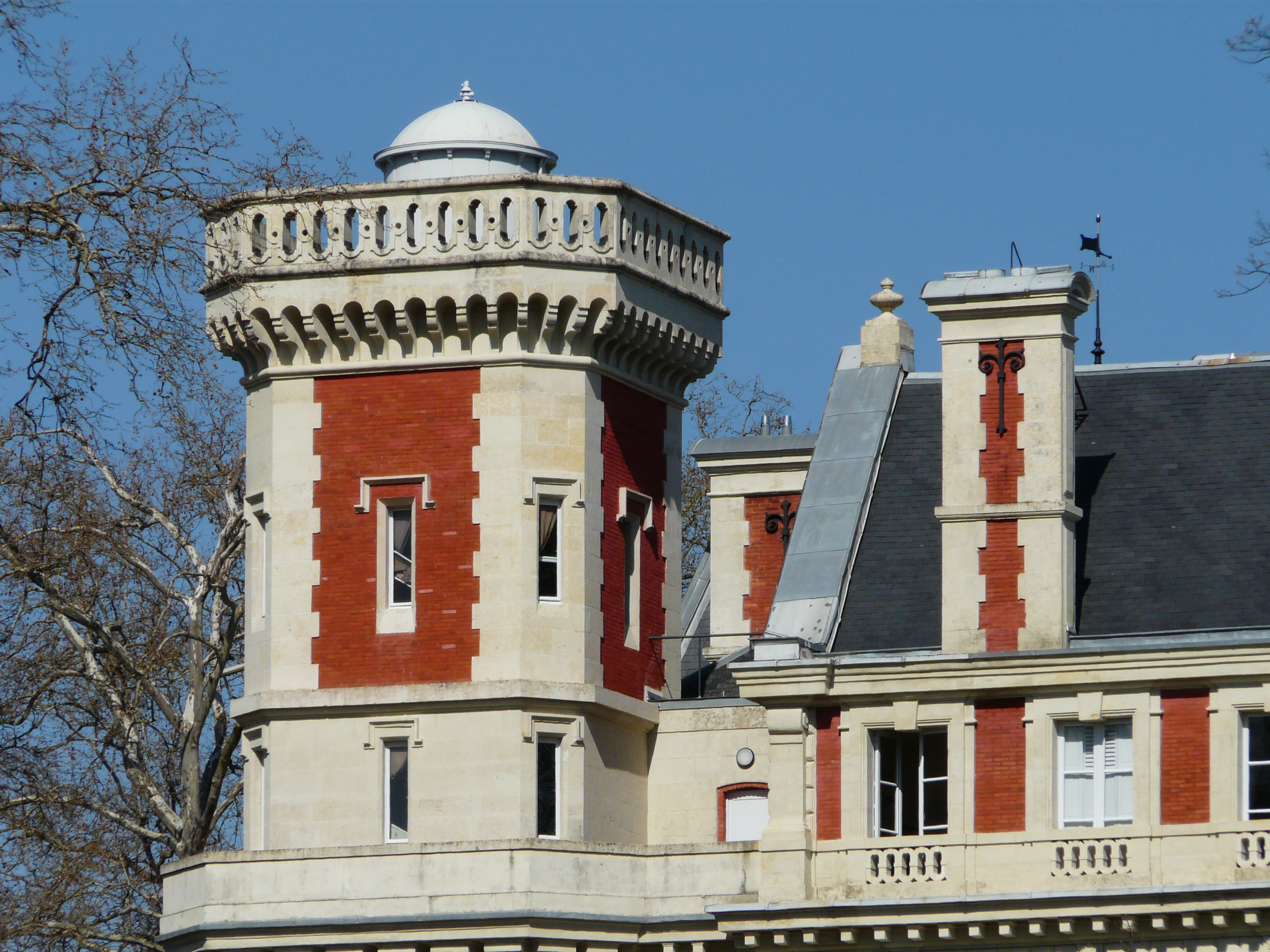
La tour ouest.